# Kątno (województwo kujawsko-pomorskie)
Kątno – wieś w Polsce położona w województwie kujawsko-pomorskim, w powiecie mogileńskim, w gminie Mogilno.

## Podział administracyjny
W latach 1975–1998 miejscowość administracyjnie należała do województwa bydgoskiego.

## Demografia
Według Narodowego Spisu Powszechnego (III 2011 r.) liczyła 45 mieszkańców. Jest 49. co do wielkości miejscowością gminy Mogilno.